# Inkten

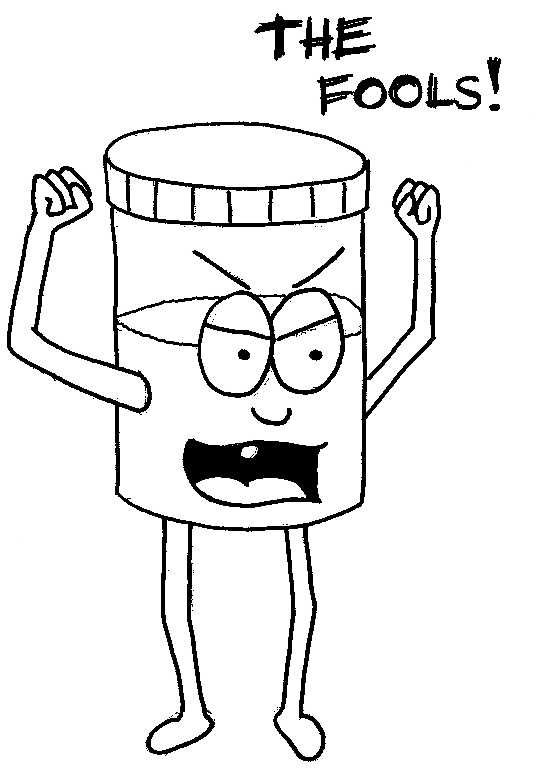
Een geïnkte tekening

Inkten is iets van inkt voorzien of beïnkten.
Inkten wordt bij stripverhalen en een tekening gebruikt. Wanneer een tekenaar een schets maakt, trekt de inkter daarna alle lijnen over en dat wordt inkten genoemd. Dit gebeurt met een speciale penseelpen of borstel met Oost-Indische inkt. Voor de opvulling gaat de strip hierna naar de inkleurder, meestal, want er zijn ook eenkleurige strips, met andere woorden strips in de kleur van de inkt, in de regel zwart of donkerblauw. Kleur of kleurloos? Tekenaars noemen niet-ingekleurde tekeningen niet "kleurloos".
De inkter brengt ook tonaliteit in de tekeningen aan: diepte, schaduw, arcering en structuur. Voor de beste tekenaar en inkter of een team daarvan bestaat een prijs, de Eisner Award.
Enkele bekende inkters zijn Mark Lipka, Willy Vandersteen, Eduard De Rop en Eric De Rop. Ook Walt Disney was inkter.